# Berrington (Worcestershire)
Berrington – wieś w Anglii, w hrabstwie Worcestershire, w dystrykcie Malvern Hills. Leży 31 km na północny zachód od miasta Worcester i 194 km na północny zachód od Londynu.